# Paratamboicus unifasciatus
Paratamboicus unifasciatus is een hooiwagen uit de familie Sclerosomatidae.